# Lelaps striatus
Lelaps striatus is een vliesvleugelig insect uit de familie Pteromalidae. De wetenschappelijke naam is voor het eerst geldig gepubliceerd in 1977 door Yoshimoto.